# Instituut voor Godsdiensthistorische Beelddocumentatie
Het Instituut voor Godsdiensthistorische Beelddocumentatie (IGB) maakt deel uit van de Rijksuniversiteit Groningen. Het is een documentair en research-ondersteunend instituut dat de iconografie van de godsdienst, in het bijzonder van de godsdiensten van de schriftloze, antieke en Indiase volken, als onderzoeksterrein heeft. De oprichter van het IGB was Theo van Baaren.

Het IGB heeft 24.000 eenheden beeldmateriaal gedocumenteerd en ontsloten: diapositieven, foto's, microfilms, videobanden. Daarnaast is er een bescheiden collectie religieuze muziek op band en plaat. 

Er is een samenwerkingsrelatie met het Instituut voor Talen en Culturen van het Midden-Oosten en met het Instituut voor Indische Talen van de Rijksuniversiteit Groningen op het terrein van de iconografie van de oude culturen van het Nabije Oosten respectievelijk van de Indische godsdiensten en de islam. 

Onder auspiciën van het IGB werken sinds 1970 auteurs over de gehele wereld aan de uitgave van een 150-delig encyclopedisch werk op dit terrein: Iconography of Religions. Het wordt uitgegeven door E.J. Brill in Leiden.